# Río Lot
El río Lot es un río del sur de Francia. Nace en el macizo Central, concretamente en el monte Lozère (en el Languedoc), y desemboca en el Garona en el departamento 47, llamado precisamente Lot-et-Garonne (Lot y Garona).
Atraviesa cinco departamentos:
- Lozère (48): bañando la ciudad de Mende;
- Aveyron (12);
- Cantal (15), solamente frontera;
- Lot (46): por Cahors;
- Lot-et-Garonne (47): por Villeneuve-sur-Lot.

## Principales afluentes
- Bramont
- Célé
- Lémance
- Lède
- Truyère
- Dourdou de Conques
- Colagne
- Boudouyssou